# San Giorgio Monferrato
San Giorgio Monferrato – miejscowość i gmina we Włoszech, w regionie Piemont, w prowincji Alessandria.
Według danych na styczeń 2010 gminę zamieszkiwały 1283 osoby przy gęstości zaludnienia 179,9 os./1 km².